# Kim Chaek
Kim Chaek (Hangul: 김책, Hanja: 金策, phiên âm Hán Việt: Kim Sách; 14 tháng 8 năm 1903 - 31 tháng 1 năm 1951) từng là một tướng lĩnh và chính khách Cộng hòa Dân chủ Nhân dân Triều Tiên.
Được sinh ra ở Sŏngjin, năm 1927 Kim Chaek đã gia nhập quân du kích chống Nhật Bản chiếm đóng, ông đã chiến đấu bên cạnh Kim Nhật Thành tại Mãn Châu. Năm 1932, ông tham gia quân Cách mạng Nhân dân Triều Tiên. Ông đã chạy sang Liên Xô để thoát khỏi sự đàn áp quân du kích của Nhật năm 1940. Ông đã sống ở Khabarovsk, nơi ông gặp lại Kim Nhật Thành và hình thành nên lữ đoàn đặc biệt số 88. Ông đã trở lại Triều Tiên với quân Liên Xô. Ông được chỉ định làm phó bí thư thứ hai thường vụ đảng Lao động Triều Tiên. Kim Chaek trở thành bộ trưởng công nghiệp và phó thủ tướng dưới thời Kim Chính Nhật năm 1948. Trong chiến tranh Triều Tiên ông là chỉ huy quân đội Bắc Triều Tiên ở tiền tuyến.
Kim Chaek đã bị thanh trừng khi bị quy trách nhiệm cho thất bại trong trận đánh Nhân Xuyên. Ông qua đời tháng 1 năm 1951.

## Vinh danh sau khi chết
Sau khi ông qua đời, huyện Haksong nơi ông sinh ra được sáp nhập với thành phố láng giềng Songjin và được đổi tên thành thành phố Kimchaek để tưởng nhớ ông. Trường Đại học Công nghệ Kim Chaek, khu liên hợp sắt thép Kim Chaek và sân vận động nhân dân Kim Chaek. cũng được đặt tên theo ông.
Ông được truy phong "giải thưởng Thống nhất Quốc gia" của Bắc Triều Tiên năm 1998.